# Río Cara Paraná
Le río Cara Paraná est une rivière de Colombie et un affluent du río Putumayo.

## Géographie
Le río Cara Paraná prend sa source dans l'extrême est du département de Putumayo. Il coule ensuite vers l'est-sud-est, passant dans le département d'Amazonas, avant de rejoindre le río Putumayo au niveau de la localité d'El Encanto, dans le corregimiento départemental du même nom.